# 赫德利·布尔
赫德利·布尔（1932年6月10日—1985年5月18日）是一位澳大利亚國際關係理論学者，英国学派代表人物，牛津大学教授，主要作品有《无政府社会：世界政治中的秩序研究》（The Anarchical Society: A Study of Order in World Politics）等。